# Sipunculus echinorhynchus
Sipunculus echinorhynchus är en stjärnmaskart som beskrevs av Chiaje 1823. Sipunculus echinorhynchus ingår i släktet Sipunculus och familjen Sipunculidae. Inga underarter finns listade i Catalogue of Life.